# Entscheidungen des Reichsgerichts in Zivilsachen
Bei den Entscheidungen des Reichsgerichts in Zivilsachen handelt es sich um die, vom Gericht selbst veranlasste und auf privatrechtlicher Grundlage veröffentlichte, Sammlung der wichtigsten zivilrechtlichen Entscheidungen des deutschen Reichsgerichts.

## Inhalt
Enthalten sind über 15.000 Entscheidungen in 173 Bänden aus den Jahren 1879 bis 1945, als Anhang seit 1921 auch Entscheidungen des Staatsgerichtshofs für das Deutsche Reich.
Die Urteile wurden mit einer Leitfrage eingeleitet, um den Urteilsinhalt nicht vorwegzunehmen. Diese Tradition haben die Entscheidungen des Bundesgerichtshofs in Zivilsachen (BGHZ) nicht übernommen. Dort werden Leitsätze verwendet.
Zur Fundstellenangabe verwendet man das Kürzel RGZ gefolgt von der Angabe des Bandes, der Angabe der Seitenzahl, auf der die Entscheidung beginnt, und ggf. der Angabe einer bestimmten Seite, auf die man besonders verweisen möchte. Beispiel: „RGZ 1, 247, 252“ (auch „RGZ 1, 247 (252)“) bedeutet, dass man sich auf eine Entscheidung in Band 1 der Sammlung bezieht, die auf Seite 247 beginnt, und dass die bedeutsame Stelle auf Seite 252 steht. (Auf dieser Seite befindet sich eine Definition für den Begriff Eisenbahnunternehmen.)
Strafrechtliche Entscheidungen wurden in den Entscheidungen des Reichsgerichts in Strafsachen (RGSt) gesammelt.
Für den Zugriff auf die RGZ gibt es seit 2007 eine Nationallizenz.

## Geschichte
Die häufig verwendete Bezeichnung „amtliche Sammlung“ ist missverständlich. Die entsprechende Sammlung des vorherigen Preußischen Obertribunals trug den Zusatz „in amtlichem Auftrag“. Für die Entscheidungssammlungen des Reichsgerichts wurde bewusst auf einen solchen Zusatz verzichtet, um von vornherein eine mögliche Einflussnahme des Reichsjustizamtes auf die Veröffentlichungspraxis auszuschließen.
Die Mitglieder des Reichsoberhandelsgerichts hatten bereits eine Sammlung in 25 Bänden herausgegeben (ROHGE). Durch die personelle Kontinuität wurde deren Veröffentlichungspraxis übernommen. Die Urteile wurden aber in den RGZ im Gegensatz zu den ROHGE anonymisiert. Der Herausgeber der RGZ war eine Redaktionskommission, in die jeder Senat einen Richter entsandte. Die Senate selbst entschieden über die Veröffentlichung durch den Vermerk: „Wird abgedruckt“. Es wurden weniger als 10 % der Entscheidungen des Reichsgerichts in die amtliche Sammlung aufgenommen. Das Urteil wurde hierfür vom Berichterstatter aufbereitet. Das Honorar für den Urteilsabdruck ging an den Rentenverein, der eine kleine jährliche Rente an die Witwen, Söhne bis zum 25. Lebensjahr und unverheirateten Töchter der verstorbenen Richter und Reichsanwälte des Reichsgerichts auszahlte (1904: 600 Mark). Die RGZ wurde bis 1919 im Verlag Veit & Co verlegt, den dann der Verlag Walter de Gruyter & Co übernahm. Ab Band 51 an erschienen die RGZ in aktuelleren Abständen in Heftform.
Die 1944/45 nicht mehr veröffentlichten Entscheidungen wurden 2008 als 173. Band ediert.
Daneben wurden in den Fachzeitschriften unveröffentlichte Entscheidungen abgedruckt. Verbreitet war Warneyers Jahrbuch der Entscheidungen. Ergänzungsband: Die Rechtsprechung des Reichsgerichts auf dem Gebiete des Zivilrechts, soweit sie nicht in der amtlichen Sammlung der Entscheidungen des RG abgedruckt ist. (WarnRspr) (1908–1943). Das amtliche Nachschlagewerk beim Reichsgericht war nur für den reichsgerichtsinternen Gebrauch vorgesehen.